# 竹中七郎
竹中 七郎（たけなか しちろう、1895年（明治28年）4月25日 - 1959年（昭和34年）7月23日）は、大正から昭和期の医師、政治家。参議院議員（1期）、愛知県碧海郡刈谷町長、刈谷市長。刈谷市名誉市民。

## 経歴
愛知県碧海郡刈谷町肴町（現刈谷市）で、紺屋業・竹中石松の長男として生まれる。1913年（大正2年）、愛知県立第二中学校（現愛知県立岡崎高等学校）卒業。1918年（大正7年）愛知県立医学専門学校（現名古屋大学医学部）を卒業した。同年、愛知県立愛知病院（現名古屋大学医学部附属病院）に勤務し、1921年（大正10年）耳鼻咽喉科病院を開業した。
1932年（昭和7年）刈谷町会議員に選出され、以後、刈谷町長、愛知県町村長会長、愛知県会議員などを務めた。
1947年（昭和22年）4月の第1回参議院議員通常選挙で愛知県地方区に無所属で出馬して当選し、参議院議員に1期在任した。この間、民主党総務、国民民主党両院議員会長、参議院通商産業委員長などを務めた。その後、1953年（昭和28年）4月の第3回通常選挙に自由党公認で立候補したが落選した。
1955年（昭和30年）7月20日、刈谷市長に就任。教育、土木、民生事業に重点を置いた施策を推進した。病のため1期で1959年7月19日に市長を退任し、同月23日に死去。名誉市民の称号が贈られ市民葬が行われた。死没日をもって勲四等旭日小綬章追贈、正五位に叙される。
その他、豊田自動織機製作所（現豊田自動織機）顧問、豊田製鋼（現愛知製鋼）監査役なども務めた。